# Tayacaja
Tayacaja is een provincie in de regio Huancavelica in Peru. De provincie heeft een oppervlakte van  3.371 km² en telt 107.708 inwoners (2015). De hoofdplaats van de provincie is het district Pampas.

## Bestuurlijke indeling
De provincie Tayacaja is verdeeld in 21 districten, UBIGEO tussen haakjes:
- (090702) Acostambo
- (090703) Acraquía
- (090704) Ahuaycha
- (090720) Andaymarca
- (090705) Colcabamba
- (090706) Daniel Hernández
- (090707) Huachocolpa
- (090709) Huaribamba
- (090710) Ñahuimpuquio
- (090701) Pampas, hoofdplaats van de provincie
- (090711) Pazos
- (090722) Pichos
- (090713) Quishuar
- (090719) Quichuas
- (090721) Roble
- (090714) Salcabamba
- (090715) Salcahuasi
- (090716) San Marcos de Rocchac
- (090723) Santiago de Tucuma
- (090717) Surcubamba
- (090718) Tintay Puncu

Acobamba · Angaraes · Castrovirreyna · Churcampa · Huancavelica · Huaytará · Tayacaja